# Nell McAndrew
Pour les articles homonymes, voir McAndrew.
Nell McAndrew (née Tracey Jane McAndrew en 1973) est un mannequin britannique, connue pour avoir incarné le personnage de Lara Croft  pour la promotion du jeu vidéo Tomb Raider III  en 1998-1999.

## Biographie
Nell McAndrew commence une carrière de mannequin au milieu des années 1990. De 1998 à 1999, elle succède à l'actrice Rhona Mitra pour incarner le personnage de Lara Croft, l'héroïne du jeu vidéo Tomb Raider (à l'occasion de la sortie du troisième opus de la série), lors de séances photos et salons de jeux vidéo. Elle tourne une publicité australienne en tant que Lara Croft pour la boisson énergétique Lucozade. Elle est licenciée par Eidos Interactive (l'éditeur du jeu vidéo) après avoir fait la couverture du magazine de charme américain Playboy, qui évoque explicitement l'univers de Tomb Raider et le personnage de Lara Croft.
Par la suite, Nell McAndrew est apparue dans de nombreuses revues telles que FHM, Maxim, Loaded, et en tant que modèle de charme dans quelques calendriers. Elle est également apparue à la télévision britannique en tant que présentatrice TV sur plusieurs programmes comme Born to Fight et The Big Breakfast. En 2002, elle sort une vidéo de fitness qui connaît un certain succès, Nell McAndrew : Peak Energy, suivie de Nell McAndrew : Maximum Impact en 2003, puis Nell McAndrew : Ultimate Challenge en 2004. Elle a également participé en 2002 à l'émission de télé-réalité britannique I'm a Celebrity... Get Me Out of Here!.
Nell McAndrew est également connue pour avoir participé à de nombreuses œuvres de charité en participant régulièrement à des marathons.